# Héctor Ladero Rivas
Héctor Ladero Rivas (Salamanca, España, 13 de mayo de 1989) es un futbolista español que juega como defensa.

## Clubes
| Club                        | País           | Año           |
| --------------------------- | -------------- | ------------- |
| U. D. Santa Marta           | España         | 2007-2008     |
| C. D. Numancia de Soria "B" | España         | 2008-2010     |
| C. D. Numancia de Soria     | España         | 2010-2011     |
| Real Unión Club             | España         | 2011 (cedido) |
| R. C. Celta de Vigo "B"     | España         | 2011-2012     |
| U. D. Salamanca             | España         | 2012-2013     |
| Universidad St. Andrews     | Estados Unidos | 2013-2015     |
| Myrtle Beach Mutiny         | Estados Unidos | 2015-2016     |